# Anomaloglossus ayarzaguenai
Anomaloglossus ayarzaguenai е вид жаба от семейство Aromobatidae.

## Разпространение
Видът е разпространен във Венецуела.